# 豊田市立敷島小学校
豊田市立敷島小学校（とよたしりつ しきしましょうがっこう）は、愛知県豊田市杉本町にある公立小学校。

## 概要
- 旧・東加茂郡旭町の小学校であり、校区は旭八幡町、伊熊町、明賀町、太田町、大坪町、押井町、伯母沢町、加塩町、日下部町、小田町、小畑町、榊野町、杉本町、惣田町、坪崎町、東萩平町、槙本町、万町町（一部）、万根町、余平町である。公立中学校に進学する場合は豊田市立旭中学校へ進学する[1]。

## 沿革
敷島小学校は、明治5年（1872年）に能見学校として開校した旧・敷島小学校と、明治6年（1873年）に萩平学校として開校した大坪小学校を統合し、昭和44年（1969年）に開校した小学校である。その後平成24年（2012年）に、明治7年（1874年）7月に明川学校として開校した豊田市立築羽小学校を統合している。現在の校区は敷島地区（旧・敷島小学校と大坪小学校の校区）と築羽地区（築羽小学校の校区）に該当する。
旧・敷島小学校は現在の豊田市杉本町鳥居前、大坪小学校は現在の愛知県豊田市大坪町五斗蒔、築羽小学校は現在の豊田市旭八幡町堂山に存在した。
- 1969年（昭和44年）4月 - 敷島小学校と大坪小学校を統合し、旭町立敷島小学校として開校。統合校舎未完成のため、統合前の各小学校で授業を行う。
- 1970年（昭和45年） - 現在地に統合校舎が完成する。
- 2005年（平成17年）4月1日 - 旭町が豊田市に編入される。同時に豊田市立敷島小学校に改称する。
- 2012年（平成24年）4月 - 豊田市立築羽小学校を統合する。

## 交通アクセス
- とよたおいでんバス【6系統、旭・足助線】「杉本」バス停より徒歩約2分。

## 周辺施設
- 豊田市立旭中学校
- 豊田市立杉本こども園
- 敷島農村環境改善センター
- 杉本郵便局